# Троенко, Валерий
Валерий Троенко (рум. Valeriu Troenco; род. 2 июня 1957, с. Кошкодены, Сынжерейский район, Молдавская ССР, СССР) — молдавский государственный деятель. Министр обороны Республики Молдова (2014-2015). Генерал-майор Юстиции (12.10.2000).

## Образование
- с 1974 по 1975 обучался в Речном училище № 14 в г. Бендеры по специальности моторист-рулевой.
- с 1978 по 1982 обучался в Высшей школе МВД СССР г. Рязань, специальность правоведение.
- с 1990 - в Омской высшей школе МВД СССР.
- с 2003 - Институт Рауля Валленберга по правам человека и гуманитарного права, Лунд, Швеция.

## Карьера
- с 1975 по 1977 проходил срочную службу в ГСВГ (Группа советских войск в Германии) замкомвзвода, старший сержант.
- с 1982 по 1989 - инспектор, старший инспектор, начальник отдела криминальной милиции, Комратский район.
- с 1989 по 1990 - начальник отдела, заместитель комиссара, Каларашский район.
- с 1990 по 1997 - комиссар, начальник полиции, Каларашский район
- с 1997 по 1998 - Начальник Управления Общественной. Безопасности Министерство внутренних дел Республики Молдова.
- с 1998 по 1999 - декан, «Штефан чел Маре» Полицейской академии МВД РМ.
- с 1999 по 2001 - заместитель министра юстиции, директор Департамента пенитенциарных учреждений МЮ МР.
- с 2001 по 2003 - проректор, начальник кафедры, старший лектор Криминологического Университета РМ, г. Кишинёв.
- в 2002 был избран президентом Лиги офицеров Молдовы и членом Национального совета по защите демократии.
- с 2003 по 2006 - департамент миграции РМ, заместитель   начальника юридического управления.
- с 2007 по 2010 - Бизнес, Детективная и Охранная деятельность. Исполнительный Директор.
- с 2010 по 2013 - Советник спикера Судзукер–Молдова (Молдо-Германское предприятие).
- с 2014 по 2015 - назначен министром обороны РМ. Кандидатуру Троенко выдвинула Либерально-реформаторская партия.

## Научные звания
Доктор Хонорис Кауза Международная Академия Экологии (МАЕ) г. Киев